# Utklippans naturreservat
Utklippan är sedan 1988 ett naturreservat som utgörs av ön Utklippan i Torhamns socken och Karlskrona kommun i Blekinge. 
Berggrunden består av granit där inlandsisen har skapat bland annat rundhällar och isräfflor. Vatten och grus har skapat jättegrytor på Södraskär; på Norraskär finns klapperstensfält och äldre strandvallar.
Naturreservatet ingår i EU:s ekologiska nätverk, Natura 2000. Det omfattar 1 717 hektar varav 13 hektar är land.